# BM Granollers
Balonmano Granollers er et håndboldhold fra Granollers i Spanien, der spiller i den spanske håndboldliga, Liga ASOBAL

## Meritter
- Liga ASOBAL: 10 
  - 1959, 1960, 1961, 1966, 1967, 1968, 1970, 1971, 1972, 1974
- Copa del Rey de Balonmano: 3 
  - 1958, 1970, 1974
- Copa ASOBAL: 1
  - 1994
- EHF Cup Winners' Cup: 1 
  - 1976
- EHF Cup: 2
  - 1995, 1996
- Catalansk håndboldliga: 4
  - 1986, 1989, 1990, 1996

## Halinformation
- Navn: – Palau d'Esports
- By: – Granollers
- Kapacitet: – 6,500
- Adresse: – C/. Voluntaris'92 núm. 1.

## Berømte spillere
| Målmænd - Patxi Pagoaga - José Perramón - Jordi Núñez - Jaume Fort - Xavier Pérez - Vicente Álamo |  | Spanske spillere - Joan Barbany - Alejandro Viaña - Vicente Calabuig - Gregorio López "Goyo" - Juan Morena - José Luis Sagarribay - Eugeni Serrano - Jaume Puig - Aitor Etxaburu - Aleix Franch - Àlex Viaña |  | - - Antonio Ugalde - Mateo Garralda - Enric Masip - Jordi Fernández - Àlex Folguera - Joaquín "Quino" Soler - José Luis Pérez Canca - Carlos Viver |  | Udenlandske spillere - A. Hilmarsson - Andrei Tioumentsev - Veselin Vujovic - Oleg Kisselev - Viatcheslav Atavin - Denis Bahtijarevic - Lubomir Vranjes - Peter Gentzel - Patrick Cavar |

## Berømte trænere
- Joaquin Crespo, Quini
- Miquel Roca
- Emilio Alonso
- José María Guiteras
- Sead Hasanefendic
- Manolo Montoya